# Rapovine
Rapovine (en cyrillique : Раповине) est un village de Bosnie-Herzégovine. Il est situé dans la municipalité de Livno, dans le canton 10 et dans la fédération de Bosnie-et-Herzégovine. Selon les premiers résultats du recensement bosnien de 2013, il compte 335 habitants.

## Histoire
Sur le territoire du village se trouve un site archéologique dont les découvertes remontent au Moyen Âge ; les objets mis au jour sont conservés au musée du couvent franciscain de Gorica. Ce site est inscrit sur la liste des monuments nationaux de Bosnie-Herzégovine.

## Démographie

### Évolution historique de la population
| 1948 | 1953 | 1961 | 1971 | 1981 | 1991 | 2013 |
| ---- | ---- | ---- | ---- | ---- | ---- | ---- |
| -    | -    | 199  | 284  | 284  | 316  | 335  |

|  |